# Cynometra palustris
Cynometra palustris är en ärtväxtart som beskrevs av J.Leonard. Cynometra palustris ingår i släktet Cynometra, och familjen ärtväxter. Inga underarter finns listade i Catalogue of Life.